# Yavapais

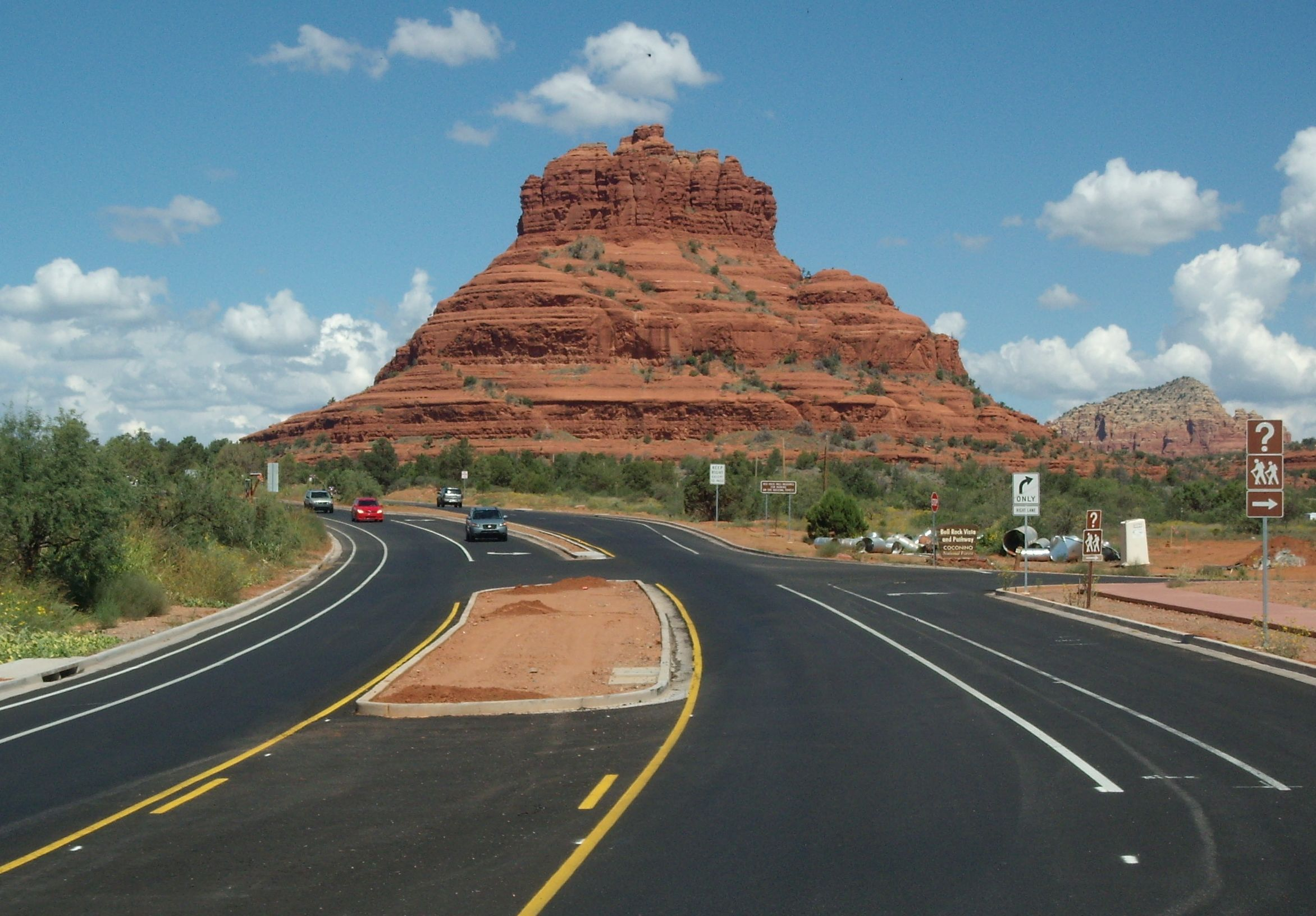
Bell Rock

Els yavapais són un poble amerindi d'Arizona que parla una de les llengües yuma-cochimí, el nom dels quals prové d’enjaeva "sol" i pai "gent". Històricament els yavapai eren dividits en quatre grups geogràfics que es consideraven pobles separats: els Ɖo:lkabaya, o yavapais occidentals, els yavbe', o yavapais nord-occidental, els guwevkabaya, o yavapais sud-orientals, i wi:pukba, o yavapais nord-occidentals - yavapai de Verde Valley. Una altra banda yavapai eren els mađqwadabaya o "poble del desert" i es creu que han desaparegut perquè s'han barrejat amb els mojaves i quechans. Moltes famílies mohave i quechan tracen llur història familiar amb arrels yavapais. Els yavapais tenen molt en comú amb llurs veïns lingüístics del nord, els havasupais i els hualapais. Sovint els yavapai eren confosos amb els apatxes pels colons estatunidencs, i hi ha referències als "mohave-apatxe", "yuma-apatxe" o "tonto-apatxe". Abans de la dècada de 1860, quan els colons van començar a buscar or a la zona, els yavapai ocupaven una àrea d'aproximadament 51.800 km² vorejant els Pics de San Francisco al nord, les muntanyes Pinaleno i les muntanyes Mazatzal al sud-est, i el riu Colorado a l'oest, i gairebé el riu Gila i el riu Salt al sud.

## Demografia
Segons dades de la BIA del 1995, a la tribu Yavapai-Prescott hi havia 241 habitants (143 al rol tribal). Segons el cens dels EUA del 2000, hi havia 1.003 yavapai-prescott i 1.076 yavapai-apatxe. Foren hostils als mohaves i el 1890 foren duts a la reserva de San Carlos amb els apatxe occidentals, fins que el 1900 foren duts a la de Río Verde. El 1903 eren 500 i el 1910 uns 550 amb els mohave. El membre més destacat de la tribu ha estat Carlos Montezuma, un dels primers activistes en la defensa dels drets dels indis.

## Bandes yavapai
Els pobles yavapai no constituïen una unitat política o social, sinó més aviat eren quatre grups autònoms separats, encara que relacionats culturalment, lingüísticament i ètnicament, mai es refereixen a si mateixos com a yavapai. Aquests quatre grups, per raons geogràfiques, històriques, culturals i familiars, formaren part de diverses aliances amb les tribus veïnes, sense tenir en compte les preocupacions dels grups yavapais adjacents. Aquests grups es divideixen al seu torn en diferents grups locals i els converteixen en diferents clans.
Els yavapais es divideixen en quatre grups:
- Ɖo:lkabaya (Yavapai Occidental, també coneguts com a Yuma-Apaches o Apache-Yuma, perquè tenen forts lligams culturals amb yumes i mohaves, vivien al territori occidental al llarg del riu Hassayampa al sud-oest d'Arizona)
  - Wiltaaykapaya / Hakeheelapaya (“Poble de les dues muntanyes”, vivien a les muntanyes Harquahala i les muntanyes Harcuvar, a People's Valley, Kirkland Valley, al curs superior de Hassayampa Creekal centre-sud d'Arizona)
  - Ha'k ahwađbaya / Mađqwadabaya (“Poble al llarg de l'aigua vermella o del riu vermell, el riu Colorado”, conreaven als voltants del riu Colorado, vivien a La Paz i Castle Dome)
  - Hakupakapaya / Hnyoqapaya (vivien a les muntanyes al nord de l'actual Congress)
- Yavbe' (Yavapai Nord-Occidental o Yavapai Central , sovint coneguts com a Mohave-Apaches (Apache-Mojaves), o també reals Yavapai perquè a penes tenien influència cultural dels pobles veïns, vivien a la vall de Williamson al sud de les muntanyes Bradshaw (en yavapai: Wikanyacha – "roques de color negre fort") al riu Agua Fria)
  - Yavapé (reclamaven terra a l'alta Verde Valley i muntanyes del voltant, incloses les del Monument Nacional Montezuma)
    - Hwaalkyanyanyepaya (habitaven la Mesa, on es troba Jerome (Arizona) i les adjacents muntanyes Mingus)

  - Mathaupapaya (vivien a les muntanyes de Prescott fins a Crown King i Bumble Bee, Arizona)
    - Wiikvteepaya (Wikutepa, també coneguts com a “banda del Pic de Granit”, vivien a l'actual Prescott, incorporant la vall de Chino, la Sierra Prieta i el nord de les muntanyes Bradshaw)
    - Wiikenyachapaya (Wikenichapa, també conegut com a “banda de Black Mountain o Crown King”, vivien al sud de les muntanyes Bradshaw a l'àrea de Wickenburg i al mig del riu Agua Fria River)[6]
- Wi:pukba (Wipukepa, Wiipukepaya - “Poble del peu de la roca vermella”, Yavapai Nord-Oriental, sovint coneguts com a Mohave-Apaches (Apache-Mojaves) o Tonto Apaches, vivien al canyó d'Oak Creek i al llarg del Fossil Creek (en yavapai: ʼHakhavsuwa) i Rio Verde (Arizona) al centre-nord d'Arizona)
  - Matkitwawipa (formada pels Tú Dotl`izh Nde - “poble de l'aigua blava”, és a dir, la banda Fossil Creek dels apatxe tonto, una unitat bilingüe que vivia a l'alta Verde Valley, al llarg del riu East Verde, Fossil Creek, Clear Creek (Arizona), al sud de Cave Creek al centre d'Arizona)
  - Wiipukepaya (formada pels Tsé Hichii Indee - “poble de la roca vermella horitzontal”, la banda Oak Creek band dels apatxe tonto, una unitat bilingüe que vivia a Redrock Country, conreava moresc a Oak Creek i recollia mesquitea la vall Verde)
- Guwevkabaya (Kwevkepaya - “Poble del sud”, Yavapai Sud-oriental o yavapai meridional, sovint coneguts com a apatxes tonto, vivien al llarg del riu Verde al sud de les muntanyes Mazatzal i el riu Salt a les muntanyes Superstition i l'oest de les muntanyes Sierra Estrella, incloent els vessants sud i oest de les muntanyes Pinal, els Dripping Springs, el Four Peaks i les muntanyes Mazatzal del sud-oest d'Arizona)
  - Hwaalkamvepaya (al llart de l'Autopista Meridional de Miami (Arizona) a Phoenix pel Superior (Arizona))
    - Walkamepa (″pobles de les muntanyes del pi″, “actual” o “real” Walkamepa, vivien al sud i oest de les Muntanyes Pinal, anomenats Walkame – "muntanyes del pi")[7]
    - Ilihasitumapa (vivien al nord de les muntanyes Pinaleno)

  - Wiikchasapaya (al llarg de la ruta apatxe de Phoenix a Miami per l'embassament Roosevelt)
    - Amahiyukpa (vivien a les muntanyes a l'oest del riu Verde, al nord de Lime Creek, també conegudes com a muntanyes McDowell unes 20 milles al nord-est de Phoenix)
    - Atachiopa (vivien a les muntanyes a l'oest de Cherry, Arizona)
    - Hakayopa (unitat bilingüe junt als Tsé Noltl izhn, banda Mazatzal dels apatxe tonto meridionals, que vivien a la vall Sunflower, al sud de Mazatzal Peak a les muntanyes Mazatzal i a l'oest de Fort Reno a la Tonto Basin al centre d'Arizona)
    - Hichapulvapa (unitat bilingüe junt als Tsé Noltl izhn, banda Mazatzal dels apatxe tonto meridionals, que vivien al sud de les muntanyes Mazatzal des del riu East Verde i a l'oest del North Peak del Mazatzal Peak)

Hi eren representats tant els clans Walkamepa com els Wikedjasapa i compartien la major part dels territoris sobreposats:
- Iiwilkamepa (vivien entre les muntanyes Superstition i Pinal)
- Matkawatapa (unitat bilïngua, segons la tradició pels matrimonis mixtes entre els Walkamepa i els apatxes de la Sierra Ancha al centre d'Arizona)
- Yelyuchopa (vivien a les muntanyes Mazatzal entre els territoris dels hakayopa i dels hichapulvapa)
- Onalkeopa (l vivien a les muntanyes Mazatzal entre els territoris dels hichapulvapa i dels yelyuchopa, però més tard es traslladaren al sud, al territori dels Walkamepa)

### Interacció amb els veïns apatxes
Els Wi:pukba (“poble dels peus de la roca vermella”) i els Guwevkabaya lvivien junt als apatxes Dilzhę́’é (apatxe tonto) del centre i oest d'Arizona, els apatxe tonto vivien generalment a l'est del riu Verde i la major part de les bandes yavapai a l'oest d'ells. Les àrees tribals Wi:pukba a San Francisco Peaks, al llarg de l'alt riu Verde, canyó d'Oak Creek i Fossil Creek se sobreposaven amb les dels apatxe tonto septentrionals. De la mateixa manera que els Guwevkabaya compartien les zones de cacera i recol·lecció a l'est del riu Verde, al llarg de Fossil Creek, riu East Verde, Salt River i les muntanyes Superstition, Sierra Ancha i muntanyes Pinaleno amb els apatxe tonto meridionals i bandes dels apatxes San Carlos. Per tant, hi formaren una tribu mixta bilingüe, els membres de les bandes de la qual, no podien ser distingits clarament pels forasters (estatunidencs, mexicans o espanyols) llevat per llurs llengües.
Els apatxes parlaven el dialecte tonto de l'apatxe occidental (Ndee biyati' / Nnee biyati') i els yavapais parlaven el yavapai, una branca de l'alt yuma. Vivien plegats en “rancherías” comunes, on el fet que es consideressin ells mateixos com apatxes o yavapais depenia no tant de la seva llengua materna com de l'origen de la societat matrilineal, dirigida per la mare. La majoria d'ells parlaven ambdues llengües i el cap de cada banda tenia habitualment dos noms, un per a cada tradició. Llurs enemics septentrionals navajo anomenaven tant als apatxe tonto com als aliats yavapais Dilzhʼíʼ dinéʼiʼ - “poble amb veus agudes”.
Els europeus ètnics es referien tant als yavapais com als apatxe com a Tonto o Tonto Apache. Els pobles s'aliaren i lluitaren junts contra enemics d'ambdós com els Tohono O'odham i els Akimel O'odham. Els estudiosos no poden saber a partir dels registres com eren anomenats en aquells anys, quan s'usava el terme Tonto Apache per a referir-se als yavapai, als apatxe, o a ambdues bandes. A més, els europeus es referien als Wi:pukba i Guwevkabaya incorrectament com a Yavapai Apache o Yuma Apache. Per a més confusió els europeus anomenaven als Ɖo:lkabaya, el grup més meridional dels yavapai, i als hualapais (que pertanyien als pobles yuma) com a Yuma Apache o Mohave Apache.
Els escrits etnològics descriuen algunes de les majors diferències entre els yavapais i els apatxe tonto. Els yavapais són descrits com a més alts, de complexió més musculosa i ben proporcionats mentre que els apatxes tonto eren menys musculosos, de petita d'estatura i bona presència. Les dones yavapai van ser vists com més atractives de care que les yuma en l'informe de la Smithsonian. Una altra diferència era que els yavapai sovint portaven tatuatges, mentre que els apatxes poques vegades portaven tatuatges. Els dissenys pintats a les cares eren diferents, igual que les pràctiques funeràries. Els mocassins yavapai eren arrodonits, mentre que els dels apatxes tenien dits dels peus en punta. Els dos grups eren caçadors-recol·lectors, però eren tan similars aquí que els acadèmics poques vegades són capaços de distingir llurs campaments.

## Història

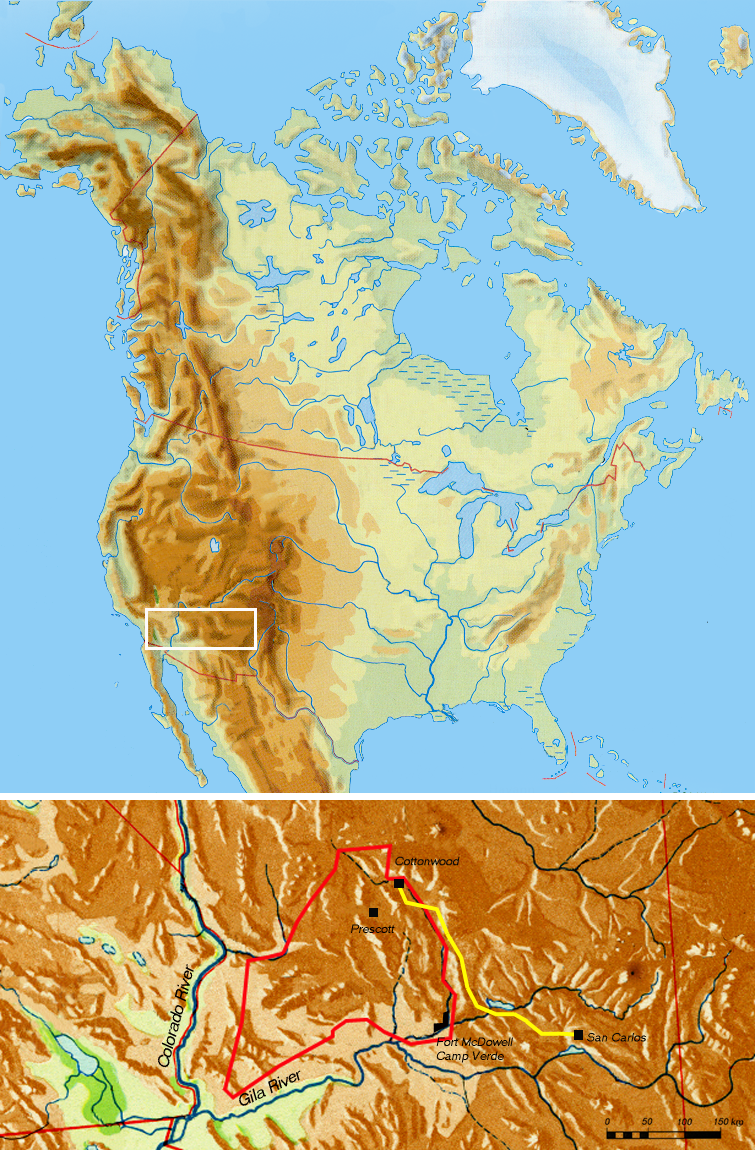
Territori tradicional yavapai. La línia groga mostra la marxa forçada cap a la reserva de San Carlos.

Els yavapai creuen que el seu poble es va originar "al principi" o "fa molts anys", quan ja sigui un arbre o una planta de blat de moro van brollar de la terra en el que avui és Montezuma Well, portant els yavapai al món. La majoria dels arqueòlegs coincideixen que el yavapai sorgiren dels grups Patayan que van emigrar a l'est de la regió del riu Colorado per convertir-se en yumes, i després s'escindiren els actuals yavapais en algun lloc al voltant del 1300.
La guerra no era rara en el món yavapai, i sovint es formaven aliances per seguretat. Les bandes Wi:pukba (Wipukepa) i Guwevkabaya (Kwevkepaya) van formar aliances amb bandes d'apatxes occidentals per atacar i defensar-se de les incursions de bandes pimes i maricopes del sud. A causa de la major resistència dels pima/maricopa les batudes yavapai/apatxe eren generalment petites incursions ràpides amb fugida per evitar el contraatac. Les terres yavapai eren defensades contra les incursions pimes quan les bandes es movien cap a terres yavapai per collir fruits del saguaro.
Al nord i al nord-oest, les bandes Wi:pukba i Yavbe' tenies relacions amb els pobles pai durant la major part de la seva història. Tant pais com yavapais utilitzen dialectes yumes i tenen una història cultural comú, tots dos tenien contes dels orígens d'un conflicte que va separar als pobles entre si. Segons els mites pai, la disputa es va iniciar amb una "lluita entre nens amb boles de fang". Es creu que aquesta divisió es va produir al voltant de 1750.
L'última gran batalla entre les aliances Colorado-riu Gila va tenir lloc l'agost de 1857, quan uns 100 guerrers yavapais, quechans i mohaves atacaren per sorpresa un assentament dels maricopes vora Pima Butte. Després d'esclafar als maricopa els yavapai marxaren, ja que es presentaren els pima, que havien rebut cavalls i fusells de l'exèrcit dels Estats Units i derrotaren a la resta de mohaves i quechans.

### Contacte amb els europeus
El primer contacte registrat amb Yavapai va ser fet per Antonio de Espejo, qui va ser portat a Jerome Mountain per guies hopi en 1583, a la recerca d'or. Tanmateix de Espejo es va decebre en trobar només coure. En 1598, els hopi portaren Marcos Farfán de los Godos i el seu grup a les mateixes mines, cosa que els emocionà. Farfán es referí als yavapai com a "cruzados" a causa de les creus que adornaven llurs caps. Un grup liderat per Juan de Oñate va passar per terres yavapai en 1598, i novament en 1604-5, cercant una ruta cap al mar de la qual els havien parlat els yavapai. Després d'això novan tenir cap altre contacte amb els europeus durant més de 200 anys.
En aquest interval de temps, tot i que van tenir poc o cap contacte directe amb els europeus però sí amb altres tribus que havien tingut més contacte amb ells, els yavapai va començar a incorporar elements de la cultura europea com ara el bestiar i els cultius de plantes, eines modernes i armament, així com elements del cristianisme. Malgrat llurs comunitats descentralitzades i que el mínim contacte amb els europeus va fer d'aquest un problema menor del que era per a moltes tribus veïnes, la verola també es va estendre a les seves comunitats. S'estima que al voltant del 25% de la població va morir a conseqüència de la verola en els segles XVII i XVIII. També van començar a canviar els mètodes de fer la guerra, la diplomàcia i el comerç. El saqueig de bestiar, ja sigui d'altres tribus com els maricopa o dels assentaments meridionals dels espanyols, es van convertir en un complement a l'economia yavapai. A més les batudes sovint comportaven captius humans per ser comercialitzats com a esclaus als espanyols a canvi de béns.
En la dècada de 1820 els caçadors de castors, després d'haver esgotat la població de castors de les muntanyes Rocoses, va iniciar la seva entrada en territori yavapai caçant castors al llarg dels rius Salt, Gila i Bill Williams. Quan Kit Carson i Ewing Young va portar un grup a través del territori en 1829, el grup va ser "assetjat de nit" i els robaren les trampes i mataren els cavalls i les mules.
Després de la declaració de guerra contra Mèxic el maig de 1846, i especialment després de la reclamació dels EUA de les terres del sud-oest en el Tractat de Guadalupe-Hidalgo, les incursions militars en territori yavapai augmentaren considerablement. Després es va descobrir or a Califòrnia en 1849, encara més emigrants blancs van passar per territori yavapai. Tot i els milers d'emigrants que passen pel seu territori els yavapai poques vegades van contactar amb els blancs.
En 1851 els yavapais atacaren la família d'Olive Oatman al llarg del riu Gila. En la massacre Oatman i la seva germana petita foren segrestades i esclavitzades fins que foren venudes als mohaves. Posteriorment Oatman fou rescatada el seu germà sis anys més tard en 1856.
El primer enfrontament entre les tropes nord-americanes i yavapai es produí a principis de 1852, quan els tolkepaya es van unir a llurs veïns quechan contra el major Samuel Heintzelman sobre un ferri quechan al riu Colorado. Els quechans utilitzar el ferri per al transport dels colons pel riu cap a Califòrnia, però després de matar un grup liderat per John Glanton, qui havia assumit el control del creuament, el govern va decidir cremar els camps quechans i prendre el control de la travessa.
Segons Thomas Sweeney, els tolkepaya dirien als oficials dels EUA que es trobaven en territori quechan que tenien uns 30 dies de marxa al seu propi territori com una forma de descoratjar la invasió dels EUA a les seves terres.

#### La família Oatman
En 1851 la família Oatman patí una emboscada d'un grup yavapai Ɖo:lkabaya (encara que molts historiadors sostenen que és impossible saber si es tractava de yavapais o alguna altra tribu). Roys Oatman i la seva esposa foren assassinats amb quatre dels seus fills. El fill gran, Lorenzo, fou deixat per mort però va sobreviure mentre que les germanes Olive i Mary Ann foren venudes més tard com a esclaves als mohaves. La història va ser àmpliament publicada i provocà l'augment dels temors dels colons blancs a Arizona als atacs.

### Or
Quan a principis de 1863 la partida Walker va descobrir or a Lynx Creek (prop de l'actual Prescott (Arizona)), es va desencadenar una cadena d'esdeveniments que provocarien l'augment dels assentaments blancs al llarg de les valls properes als rius Hassayampa i Agua Fría, i s'hi construirien Prescott i Fort Whipple al final de l'any, tots en el territori tradicional yavapai.

### Interaccions amb el govern dels EUA

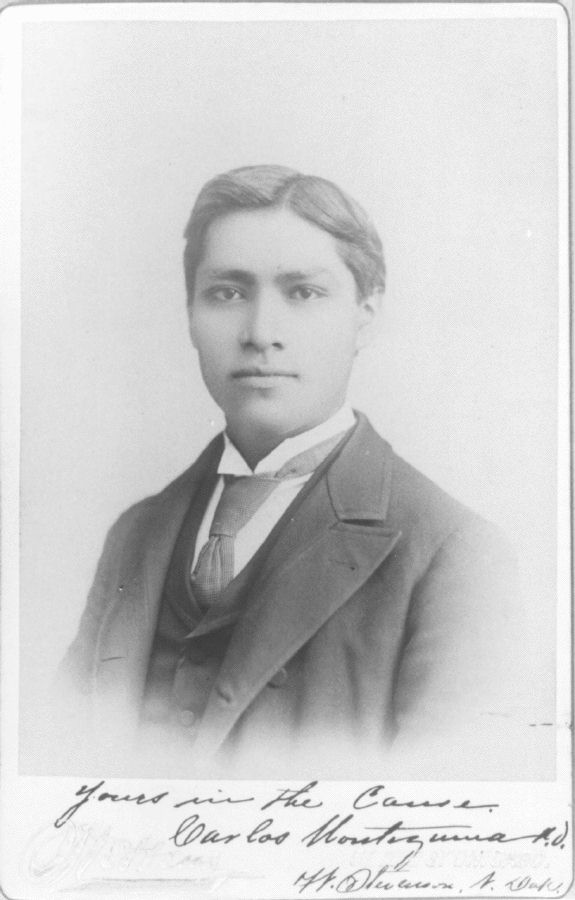
Wassaja, Carlos Montezuma en 1890

Amb el poder dels mohave força disminuït, els tolkepaya van veure la necessitat de fer noves aliances per a protegir la seva seguretat. L'abril de 1863 Quashackama, un tolkepaya força conegut, es va reunir amb el superintendent d'afers indígenes del Territori d'Arizona Charles Poston juntament amb els representants dels pimes, mohaves, maricoprs i chemehuevis a Fort Yuma per signar un acord amb la intenció "de promoure el comerç en seguretat entre les tribus abans esmentats i els americans." No obstant això, l'acord no era un tractat oficial i per tant, no vinculant jurídicament.
Tot i això el creixent nombre de colons (superant en nombre molt ràpidament als yavapais) van començar a demanar al govern que fes alguna cosa sobre les persones que ocupaven la terra i que volien ocupar-la i explotar-la ells mateixos. L'editor d'un diari local, l'Arizona Miner, va dir "L'extermini és la nostra única esperança, i com més aviat que es compleixi millor."
A principis de gener de 1864 els yavapai atacaren diverses hisendes que proveïen de bestiar als miners a la zona de Prescott i Agua Fría. Com a resultat d'això i d'una sèrie d'assassinats es va organitzar un atac preventiu per descoratjar futures depredacions. Es va equipar ràpidament un grup de voluntaris ben armats amb King S. Woolsey com a líder. La seva missió era seguir la partida d'atacants a llur ranchería. El que va seguir va ser una nota infame en la història d'Arizona coneguda avui com l'incident de Bloody Tanks.
Segons Braatz, "en desembre de 1864, soldats de Fort Whipple atacaren dos campaments Yavapé propers, matant-ne 14 i ferint-ne set." El mes següent soldats de Fort Whipple soldiers atacaren un altre grup de yavapé, i aquest cop mataren 29 persones inclòs el seu cap Hoseckrua. En el grup hi havia empletas de l'agent indi dels EUA a Prescott John Dunn.
En 1864 el governador del Territori d'Arizona John Noble Goodwin va informar la legislatura territorial que totes les tribus n'estaven subjectes i s'enviarien a les reserves. El mateix any, un despatx de l'Exèrcit dels EUA va declarar: "Tot els indis apatxe [els yavapai es van agrupar de forma rutinària amb llurs veïns apate] en aquest territori són hostils, i tots els homes apatxe prou grans per portar armes que es puguin trobar a Arizona seran assassinats allà on es trobin, llevat que es lliurin com a presoners."
No gaire després, en represàlia per l'assassinat d'un cap pai pels nord-americans, un grup de pais atacar algunes caravanes de carretes i va tancar la carretera entre Prescott i Fort Mohave a tot el trànsit. En resposta, l'Exèrcit dels EUA va declarar que tots els indis en terres més enllà de 121 kilòmetres a l'est del Riu Colorado (la gran majoria del territori tradicional Yavapai) seria considerat "hostil" i "subjecte a exterminació".
El 5 de novembre de 1871 l'emboscada de l'estació de Wickenburg, coneguda com la massacre de Wickenburg en la que un conductor i cinc dels set passatgers foren assassinats provocà la recol·locació dels yavapai de Prescott a la reserva San Carlos el febrer de 1875.

#### Cova Skeleton

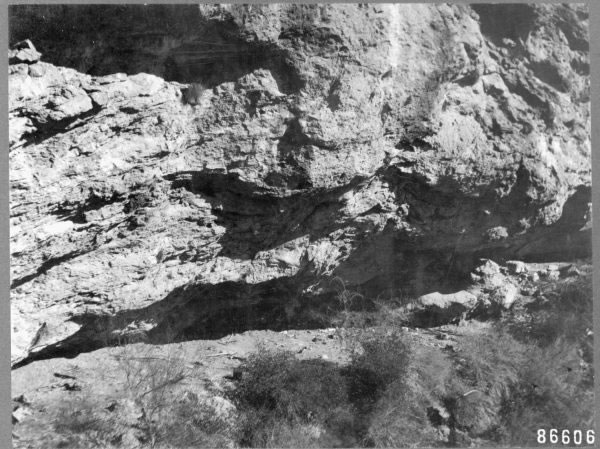
L'entrada a la cova Skeleton

El desembre de 1872 el coronel George Crook emprà escoltes apatxes per trobar una cova al canyó del riu Salt que era usada pels guwevkabaya per a organitzar atacs contra colons blancs. El 28 de desembre, acompanyat per 100 escoltes pimes, el capità William Brown dirigí 120 dels homes de Crook en el setge de la cova. Uns 110 Kwevkepaya van quedar atrapats a la cova quan Brown va ordenar als soldats disparar contra el sostre de la cova, fent que els fragments de roca i metralla caiguessin sobre els guwevkabaya. Com no tenien un altre lloc on anar els assetjats es van reunir al voltant de la boca de la cova, on els soldats (acompanyats per Crook) empenyeren pedres sobre ells des de dalt, matant-ne 76 del grup. Els supervivents foren duts a Camp Grant (Arizona) com a presoners. Els yavapai quedaren tan desmoralitzats per aquesta i d'altres accions de Crook que es rendiren a Camp Verde, el 6 d'abril de 1873. En 1925 un grup de yavapais de la reserva de Fort McDowell, amb el xeriff del comtat de Maricopa, recolliren els ossos de la cova i els enterraren al cementiri de Fort McDowell cemetery.
En 1886 molts yavapai s'uniren com a escoltes a l'exèrcit dels Estats Units en les campanyes contra Gerónimo i altres apatxes chiricahua.

## Vida a la reserva

### Nació Yavapai-Apatxe
Després de ser recol·locats a la reserva Camp Verde, al riu Verde vora Camp Verde, els yavapai començaren a construir sistemes de rec (inclosa una rasa de 8 kilòmetres) que va funcionar bastant bé per collir prou collites de manera que la tribu era relativament autosuficient. Però els contractistes que van treballar amb el govern per proveir les reserves estaven decebuts, i van sol·licitar la revocació de la reserva. El govern va accedir i al març de 1875 va tancar la reserva i va traslladar als residents 290 kilòmetres cap a la reserva San Carlos. Més de 100 yavapais van morir durant la marxa en ple hivern.
Al començament de 1900 elsYyvapai es van anar allunyant de la reserva San Carlos i sol·licitaren permís per viure als terrenys de la reserva original de Camp Verde. El 1910 es van apartar 40 acres (161.874 m2 com la reserva índia de Camp Verde, i en la dècada següent s'hi agregaren 248 acres (1.003.620 m2 en dues parcel·les, que van esdevenir la Reserva Índia Camp Verde. Avui la reserva té 665 acres (2,7 km²) en quatre parcel·les separades. El turisme contribueix en gran manera a l'economia de la tribu degut en gran part a la presència de molts llocs conservats, com el monument nacional Montezuma Castle. La nació Yavapai-Apatxe és la fusió de dues tribus històricament diferents que ocupaven l'Alt Verde abans de la invasió europea. Els apatxe tonto, que es fan dir dilzhe'e, utilitzen les terres del nord, est i sud, mentre que el Wi:pukba o yavapai del Nord utilitzen terres del nord, oest i sud.

### Reserva índia Yavapai Prescott
La reserva Yavapai de Prescott fou establida en 1935, originàriament consistia en 75 acres (300.000 m2) de terra ocupada antigament per la reserva militar de Fort Whipple. En 1956 se li afegiren 1,320 acres (5 km²) addicionals. AL seu primer cap, Sam Jimulla, el va succeir la seva esposa Viola que esdevingué la primera dona cap d'una tribu ameríndia dels Estats Units. Avui la tribu té 159 membres oficials.

### Reserva Fort McDowell
La Nació Yavapai Fort McDowell es troba al comtat de Maricopa aproximadament 20 milles al nord-est de Phoenix. La reserva començà a existir quan Theodore Roosevelt declarà Fort McDowell com a reserva amb 100 km² en 1903, però el 1910 l'Office of Indian Affairs va intentar recol·locar als residents per obrir l'àrea i els drets d'aigua a altres interessos. Una delegació de yavapais va testificar davant un comitè del Congrés en contra d'aquest, i va guanyar. Avui dia, la comunitat tribal es compon de 900 membres, 600 dels quals viuen a la reserva i els 300 restants fora de la reserva. Els Guwevkabaya o yavapais del sud-est a la reserva Fort McDowell s'autoanomenen A'ba:ja - ″el poble”, raó per la qual alguns antropòlegs i lingüistes creuen que el nom apatxe per als diferents pobles dené meridionals deriva de l'autodesignació dels yavapais. La població de Fort McDowell està formada per Guwevkabayes

#### Conflicte de la presa d'Orme
En resposta al creixement de la zona de Phoenix a principis de 1970 les autoritats d'Arizona va proposar construir una presa d'aigua al punt on conflueixen els rius Verde i Salt. La presa hauria inundat dos terços de la reserva (24.000 acres, 97 km²). A canvi, es va oferir els membres de la tribu (en aquell moment constaven 425 membres cases i diners. Però el 1976 la tribu va rebutjar l'oferta per un vot de 61%, al·legant que la tribu es dissoldria efectivament si cedien les terres. El 1981, després de moltes peticions del govern dels EUA i una marxa de tres dies per aproximadament 100 yavapais, el projecte de construcció de la presa va ser retirat.